# George Barker
George Barker, född 26 februari 1913, död 27 oktober 1991, var en brittisk författare.
Barker deltog i mellankrigstidens litterära och ideologiska brytningar och problem. I formellt avseende hämtade han influenser från T.S. Eliot och John Milton samt från fransk surrealism och symbolism. Hans tidigare lyrik med verk som Thirty Preliminary Poems (1933) och Poems (1935) kretsar kring frågan om människans identitet, växlande med skräck- och kärleksfantasier, återgivna med en ord- och verskonst som bygger på en förening av intellektualitet och surrealistisk automatism. I Calamiteror (1937), ett diktverk inspirerat av spanska inbördeskriget, började Barkers tidigare inåtvända poesi intressera sig för omvärlden. I likhet med W.H. Auden emigrerade Barker vid utbrottet av andra världskriget till USA. Där utgav han bland annat Lament and triumph (1940) och Eros in Dogma (1944). Ett urval av hans dikter utgavs av Artur Lundkvist i Twelve modern poets (1946).